# Campionato italiano di hockey su ghiaccio
Il campionato italiano di hockey su ghiaccio è l'insieme dei tornei nazionali organizzati dalla Federazione italiana sport del ghiaccio.

## Storia

### Nascita del movimento in Italia
L'hockey su ghiaccio approda per la prima volta in Italia a Torino. La prima partita di hockey di cui si ha notizia risale infatti al 19 gennaio 1908 quando si sfidarono due formazioni del CP Valentino Torino presso l'omonimo parco, una settimana più tardi la migliore formazione del CP Valentino fu impegnata invece in quello che fu il primo match internazionale giocato in Italia, allorquando i torinesi sfidarono la seconda squadra dei francesi del Lione (campioni della Ligue Magnus in carica). Il movimento nasce tuttavia a Milano, dopo l'apertura del palazzo del ghiaccio nel 1924, che fu l'anno delle Olimpiadi di Chamonix. È infatti solo con la nascita di una struttura ad hoc ed in seguito all'interesse che lo sport aveva suscitato alle prime Olimpiadi invernali, a cui l'hockey aveva partecipato dopo l'apparizione a quelle estive del 1920, che l'hockey su ghiaccio comincia a diffondersi.
Gli anni venti vedono il dominio dell'unica vera squadra ben organizzata, l'Hockey Club Milano. Nel 1925 la casa vinicola Marone Cinzano mette in palio una coppa, che viene disputata dall'HC Milano, dal Gruppo Sportivo Dolomiti Cortina e dai pattinatori del Valentino di Torino e vinta dai meneghini. A partire dalla terza edizione la coppa Cinzano è riconosciuta come titolo italiano, riconoscimento esteso retroattivamente anche alle due edizioni precedenti. Nel 1928 e nel 1929 il campionato non si disputò.

### Gli anni '30 e la diffusione dell'hockey in Italia

Diavoli Rossoneri Milano vs SK Slavia Praha in un match del novembre 1935

Nel corso degli anni trenta il dominio dell'HC Milano prosegue, ma il movimento hockeystico cresce: nel 1930 (prima vera e propria edizione del campionato italiano) le squadre iscritte sono sette, finché nel 1935 nasce anche la serie B. Due società intanto cominciano a insidiare i rossoblù: il Cortina e un'altra squadra Milanese, i Diavoli Rossoneri. La prima toglierà il titolo all'HC Milano nel 1932, mentre l'altra ne vincerà due (1935 e 1936) e due Coppa Spengler (1934 e 1935).

Una scena di una partita disputata a Torino nel 1941 tra la Juventus e l'Asiago Hockey

Il fascismo colpirà anche l'hockey ghiaccio: in tempi di autarchia linguistica, ad alcune società viene imposto il cambio del nome. Così l'HC Milano diventa Associazione Disco Ghiaccio Milano (nome con cui vince il campionato 1937), il GSD Cortina Hockey diviene Sportivi Ghiaccio Cortina.
La federazione - per promuovere l'hockey - decide di imporre la fusione delle due compagini milanesi: è il 1937 quando nasce l'Associazione Milanese Disco Ghiaccio Milano, che vincerà facilmente i due campionati disputati prima dell'inizio della guerra.
Nel campionato del 1941 sarà istituito anche il Disco su ghiaccio Juventus, facente parte dell'azienda polisportiva Juventus O.S.A., dopo che in precedenza già Milano e Ambrosiana Inter avevano creato le loro squadre di hockey su ghiaccio, ma avrà vita breve e il campionato dovrà interrompersi a causa del periodo bellico.

### Il declino dell'hockey a Milano e il dominio del Cortina

La formazione dell'SG Cortina campione d'Italia 1957

Nel secondo dopoguerra tornano a separarsi le due squadre milanesi e l'hockey riparte da dove era rimasto: il dominio dei rossoblù (che dal 1951, per un accordo con l'Inter, diventano Hockey Club Milano Inter), con i soli Diavoli a contrastarli (nelle nove stagioni tra il 1947 e il 1955 vincono rispettivamente 7 e 2 scudetti).

Subito dopo la guerra l'hockey aveva lasciato la FISI per far nascere la Federazione Italiana Hockey Ghiaccio, che già nel 1952 viene però sostituita dalla FISG.
Il dominio milanese è destinato a terminare: per problemi finanziari le due compagini sono costrette a fondersi per non scomparire (1957), ma il declino è solo rallentato: dopo altri due scudetti, la piazza milanese scompare sostanzialmente per alcuni decenni.

Complici anche le Olimpiadi invernali, il nuovo dominatore è la Sportivi Ghiaccio Cortina, che tra la fine degli anni cinquanta e la metà dei settanta esercita un netto predominio: 14 scudetti in 19 stagioni. Proprio a causa delle Olimpiadi a Cortina la stagione 1955-56 non viene disputata (salvo che per le serie minori).

### I successi altoatesini
Le uniche due squadre in grado di contrastare il Cortina sono l'Hockey Club Bolzano e l'Hockey Club Gardena, che, dopo il declino degli ampezzani, si divideranno la scena fino alla fine degli anni ottanta, con i gardenesi vincitori di tre titoli (1976, 1980 e 1981) e i biancorossi di 8 (tre consecutivi tra il 1977 e il 1979, quattro tra il 1982 e il 1985 e poi nel 1988). A completare il dominio altoatesino, vince uno scudetto anche l'HC Merano (1986), vittorioso sull'Asiago Hockey.

### L'epoca d'oro dell'hockey italiano

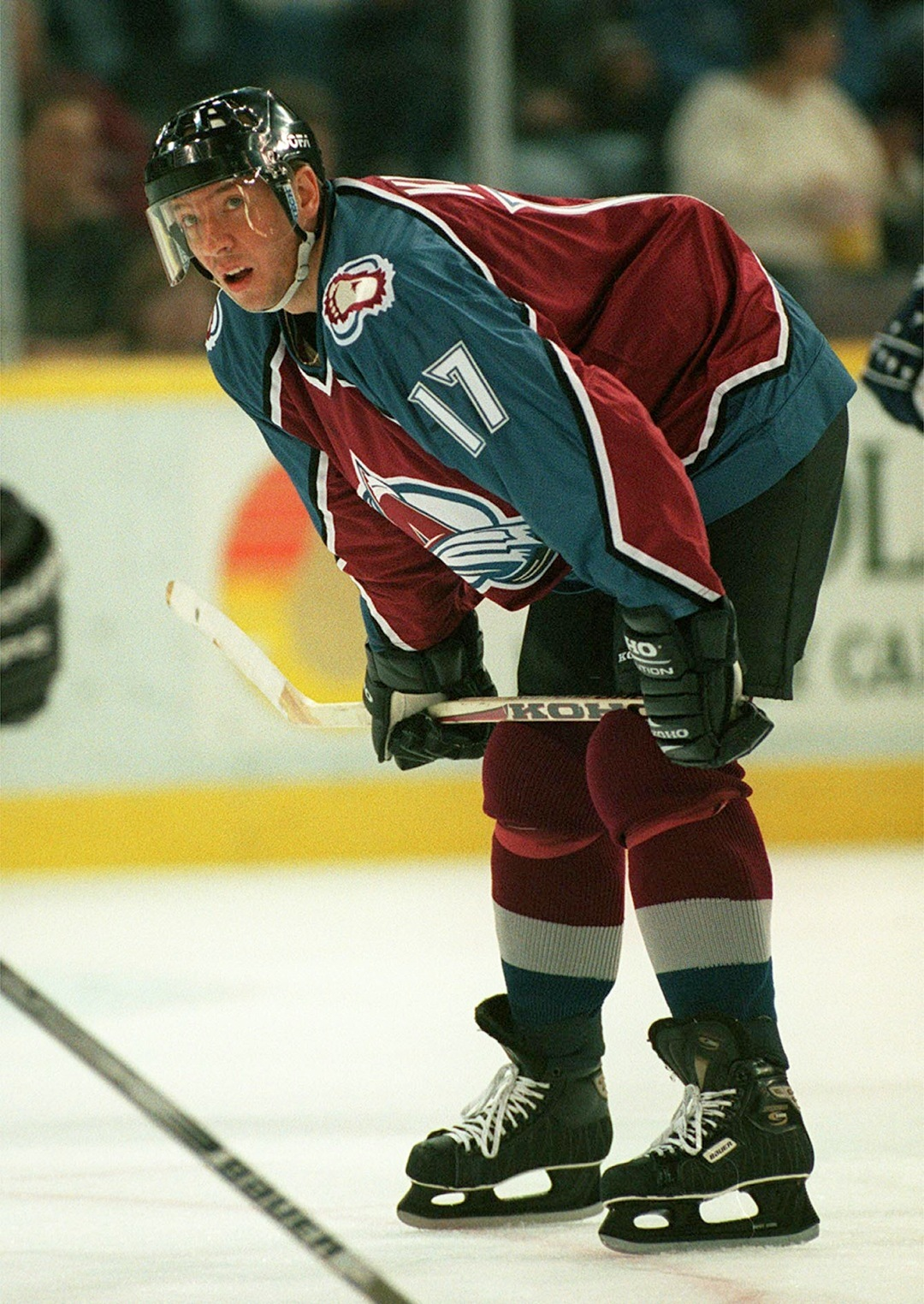
Jari Kurri, fuoriclasse finlandese, firmò coi Devils Milano di Silvio Berlusconi nella stagione 1990-91

A cavallo fra gli anni ottanta e novanta si rifà viva la scuola lombarda, dapprima coi due titoli dei Mastini Varese poi soprattutto con il ritorno di due squadre milanesi al vertice. Si tratta dell'HC Milano Saima e dell'HC Devils Milano, che ripropongono - anche nei nomi e nei colori sociali - i fasti dei derby di 40 anni prima. La vittoria del Saima nel 1991 riporta uno scudetto a Milano dopo 31 anni, ed a quello seguiranno i tre dei Devils (uno dei quali come Milan Hockey).
È il periodo d'oro dell'hockey italiano: il campionato è uno dei migliori in Europa, e si vedono sulle piste campioni NHL come Jari Kurri (coi Devils) e Jaromír Jágr (a Bolzano). Le squadre italiane ben figurano anche nelle coppe europee, testimonianza ne è la vittoria di compagini italiane nelle prime edizioni dell'Alpenliga (Saima, Alleghe e Bolzano) e del Torneo Sei Nazioni (Bolzano) e Varese che si aggiudica l'unica vittoria tricolore in una competizione continentale organizzata dalla Federazione internazionale, la Federation Cup (nel 1996).

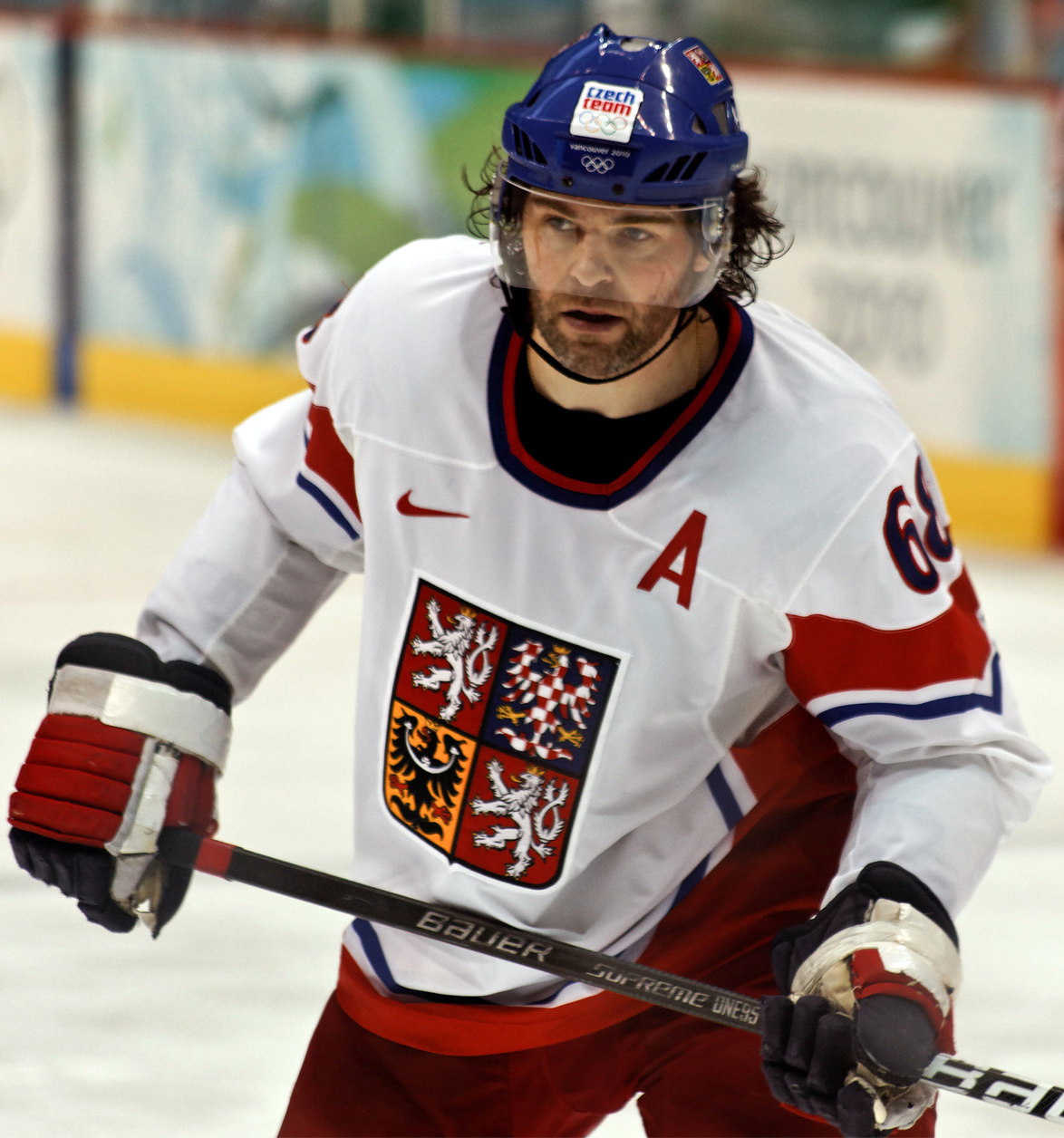
Jaromír Jágr, stella NHL, complice il lockout del 1994-95 approdò in Italia, nelle file del Bolzano

Nella seconda metà del decennio torna sugli scudi il Bolzano, con 5 scudetti in 6 stagioni, tra il 1995 e il 2000: con 16 scudetti è la squadra più titolata, assieme al Cortina che la raggiungerà nel 2007.

### La crisi di fine secolo
Molte protagoniste degli anni novanta scompaiono nel periodo di crisi successivo, e molte altre si ridimensionano. Nel campionato 1996-97 alla Serie A risultano iscritte soltanto due squadre: tutte le altre formazioni si autoretrocedono in A2.

Dopo la vittoria dell'Asiago nel 2001, l'unica squadra ad elevarsi sopra la media, assieme all'Asiago, è quella dei Milano Vipers, eredi del Saima, che, con un acceso confronto agonistico proprio contro la squadra vicentina, riesce ad aggiudicarsi cinque campionati consecutivi (dal 2002 al 2006), oltre a tre coppe Italia e due supercoppe, ben figurando anche a livello europeo (miglior risultato, un secondo posto in Continental Cup nel 2002).
Il campionato 2004-2005 viene impreziosito dalla presenza temporanea di alcuni giocatori NHL dopo il lock-out di tale stagione.

### Anni 2000

#### Nascita della Lega Hockey, la fine di Milano
Il 16 novembre 2006 nasce la Lega Italiana Hockey Ghiaccio, che - sul modello di quella calcistica - riunisce le squadre di Serie A e di Serie A2. Primo presidente è Alvise di Canossa, presidente dell'HCJ Milano Vipers.
La stagione 2007-08 vede il ritorno alla vittoria del Bolzano, che vince il tricolore dopo 8 anni dall'ultima affermazione. 
Il 12 giugno 2008 i Milano Vipers, vincitori di 5 scudetti, chiudono i battenti e il presidente di Canossa lascia la neonata LIHG. L'ex presidente della lega spiegava in un comunicato ufficiale le motivazioni della decisione: di Canossa denunciava infatti i limiti del movimento hockeistico italiano e soprattutto il fatto di aver sprecato l'occasione olimpica di Torino 2006 per dare «una nuova strada e una nuova visione della presenza di questo meraviglioso Sport su scala nazionale».
Dopo un altro scudetto vinto dal Bolzano, che ha avuto la meglio sui cugini del Renon, gli anni successivi hanno visto il dominio dell'Asiago che si è aggiudicato tre titoli in quattro anni (inframezzati da un altro successo del Bolzano), battendo tra l'altro, nella stagione 2009-10, nuovamente la squadra di Collalbo, alla sua quarta finale scudetto, la terza consecutiva. È la nascita di un nuovo duello agonistico: quello tra l'Asiago e il Renon, che si contenderanno il dominio dei campionati nei successivi anni.

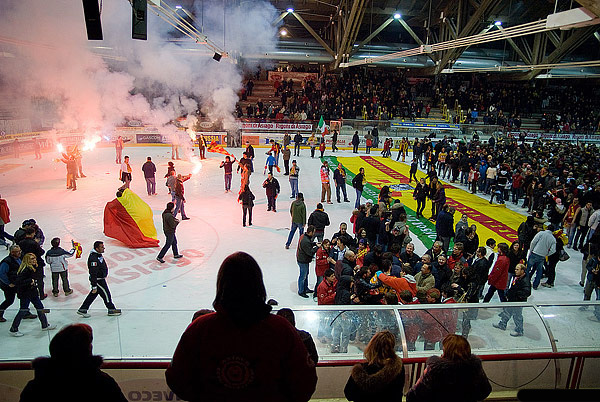
I festeggiamenti al Pala Hodegart di Asiago per la conquista del secondo titolo tricolore dell'HC Asiago, il 15 aprile del 2010.

#### La migrazione verso campionati esteri
La stagione 2013-14 vide una nuova riforma dei campionati: la serie A venne per alcuni anni denominata Elite.A, ma soprattutto vide l'abbandono del campionato italiano da parte del Bolzano, iscrittosi (dopo anni di tentativi bloccati da Lega e Federazione) nel massimo campionato austriaco, mentre alcune squadre iscritte al campionato di A2 decisero a loro volta di partecipare a una nuova competizione a carattere internazionale denominata Inter-National League: le stesse squadre inizialmente erano iscritte anche al campionato cadetto che però venne prima abolito, poi ripristinato. Ad accentuare la migrazione verso campionati esteri, austriaci in particolare, concorsero l'iscrizione dell'Ice Hockey Aquile FVG in Kärntner Elite Liga (Lega -quarto livello del campionato austriaco- dove si era appena iscritta anche la compagine altoatesina dell'HC Toblach Dobbiaco, più volte campione della serie C), mentre già da qualche anno i Killer Bees Varese, una delle due squadre hockeistiche di Varese, militavano nei campionati minori svizzeri (Terza Lega svizzera). Ben nove formazioni italiane partecipavano quindi a campionati esteri, tale dato sottolineava le difficoltà che stava vivendo da anni l'hockey italiano. Nella massima serie inoltre, dopo 47 anni consecutivi, vi fu la mancata iscrizione da parte dell'Alleghe che si iscrisse prima alla serie C, poi alla serie B, per sopraggiunte difficoltà finanziarie.

#### Il tentativo di rilancio dell'hockey in Italia
Dopo un solo anno dalla nuova riforma dei campionati, nella primavera del 2014, a seguito della nomina di presidente della FISG dell'asiaghese Andrea Gios, che subentrò al bolzanino Giancarlo Bolognini, alla guida della Federazione da 17 anni, il campionato italiano conobbe una nuova fase. Il neopresidente decise infatti di riunire un pool di esperti internazionali (ex giocatori ed allenatori) che si ritrovarono per la prima volta ad Asiago, in quello che venne denominato dalla Federazione come progetto Agenda 2022, nato per pianificare il futuro hockeistico italiano, da anni in fase di costante declino, con l'intento di migliorare tutto il movimento. I primi passi importanti dettati dalla nuova presidenza furono quelli incentrati a dettare regole chiare e durature, di ridurre il numero di stranieri schierabili per ogni squadra (si decise di restringere a soli 4 giocatori tale provvedimento, già dal primo anno) e di unificare la Lega Hockey con la Italian Ice Hockey Association (un nuovo ente creato ad hoc), per avere all'interno della stessa Federazione un'unica entità che potesse occuparsi al meglio della disciplina.
Nacque da questi tentativi poi la delibera d'urgenza che invitava (o meglio, obbligava) le squadre che l'anno prima avevano preso parte al torneo di INL di aderire invece al massimo campionato italiano, provvedimento che tuttavia scontentò prima alcune società (intenzionate a continuare a partecipare al secondo livello del campionato austriaco) e in seguito la stessa Federazione austriaca, convinta di aver siglato un accordo della durata di 3 anni con tali società. Nonostante alcune incomprensioni tuttavia, durante l'estate tali società vennero convinte a ritornare in Patria e a giocare nel massimo livello del campionato nazionale, che arrivò quindi, dopo numerosi anni, a contare iscritte ben 12 formazioni. Una novità del nuovo corso federale fu anche la diramazione dei calendari, che per la prima volta dopo moltissimo tempo vennero stilati già alla fine del mese di luglio, mentre gli anni precedenti la forte incertezza e disorganizzazione li portava ad essere diramati solo sul finire dell'estate.

### Verso campionati sovranazionali
Solo l'anno successivo tuttavia, per il perdurare della crisi hockeystica nazionale, il numero di squadre iscritte nel massimo campionato si ridusse drasticamente, con l'iscrizione nuovamente di sole 8 compagini, la serie B invece venne considerevolmente ampliata, tra i cadetti furono costretti a scendere (sempre per motivi economici) anche i meneghini del Milano Rossoblù. Nel dicembre dello stesso anno venne poi rilanciata la Lega Hockey.
A seguito del perdurare delle difficoltà del movimento, nonostante i buoni propositi della Federazione, diverse squadre, già durante la stagione, chiesero l'iscrizione, sulle orme del Bolzano, al massimo campionato austriaco, la EBEL. Vedendo fallito ogni tentativo di rilancio, la Federazione, su invito della controparte austriaca, decise sul finire del mese di aprile di dare il via libera all'iscrizione di tutte le squadre della Serie A a una nuova Lega sovranazionale lanciata dalla Federazione austriaca e denominata in un primo momento Inter Alps Hockey League, per poi scegliere il nome definitivo di Alps Hockey League: a tale campionato, oltre alle compagini italiane ed austriache (squadre uscenti dalla INL e farm-team dei club della EBEL) si unì inizialmente anche un team sloveno. La FISG deciderà di assegnare il titolo di Campione d'Italia alle compagini iscritte in tale torneo. Per placare le proteste delle squadre iscritte in serie B, rimaste di fatto le uniche compagini a disputare un campionato su suolo nazionale, la Federazione deciderà di assegnare la coppa Italia alle iscritte in cadetteria.
Un anno dopo si decise per l'ennesimo cambio di denominazione dei tornei, tutti caratterizzati dal nome-contenitore Italian Hockey League
 nel tentativo di dare un carattere internazionale ai campionati disputati in Italia.
Dopo l'abbandono del Bolzano e il ridimensionamento del Milano, il campionato vide negli ultimi anni Asiago e Renon contendersi il dominio del torneo. Tuttavia, anche il Val Pusteria e lo stesso Asiago decideranno di iscriversi nel più competitivo primo livello del campionato austriaco.

## Formula
Il campionato italiano ha cambiato più volte la propria formula ed il numero di squadre partecipanti: i play-off nel campionato italiano si disputano a partire dalla stagione 1983-84 (con eccezione del campionato del 1990/91 e di alcuni tornei di serie A successivi alla nascita della AHL); i campionati invece hanno subito nel tempo diversi cambiamenti, dopo la riforma del 2005 vennero suddivisi in quattro livelli, ma senza un sistema di promozione e retrocessione, se non - saltuariamente - tra le prime due serie.

### Denominazioni
Nel corso degli anni vi sono stati moltissimi cambi di denominazione dei campionati, che in molti casi non sono durati che per una o due sole stagioni.
La massima serie è la Serie A (in passato è stata chiamata anche Serie A1 e, solo durante la stagione 2013-14, Elite.A); la seconda serie era invece la Serie B (in passato anche Torneo di Promozione, Serie A2, Serie B2 e Seconda divisione). Oggi i tornei rientrano tutti nella denominazione di Italian Hockey League (IHL).
Queste due serie - semiprofessionistiche - erano organizzate e dirette dalla Lega Italiana Hockey Ghiaccio, ed erano spesso strutturate senza meccanismi di promozione e retrocessione.

### Coppa di Lega
A partire dalla stagione 2011-12 venne deciso di assegnare inoltre, alla squadra vincitrice della regular season, la coppa di Lega. Tuttavia, tale assegnazione venne sospesa già a partire dalla stagione seguente per poi venire reintrodotta nella stagione 2013/14 (non più però assegnandola alla squadra vincitrice della regular season, bensì assegnandola alla vincitrice di alcune sfide pre-palyoff disputate tra le prime 4 classificate al termine della stessa); mentre continuò ad essere assegnata in serie A2. Tuttavia verranno assegnate solo due coppe per ambo i tornei prima della soppressione dell'assegnazione del trofeo.

### Numero di partecipanti
Il numero di squadre iscritte è in numero variabile a seconda della stagione: motivi economici hanno indotto spesso la rinuncia alla partecipazione alla massima serie da parte della squadra vincitrice del campionato cadetto, a volte la rinuncia all'iscrizione al torneo di B (o addirittura di A) ad una squadra iscritta l'anno precedente. Talune volte inoltre le squadre sono state costrette alla fusione (a volte durata qualche campionato, a volte definitiva) per problemi economici o di strutture (si pensi ad esempio alle formazioni dell'AMDG Milano, dell'HC Milan Inter, del Varese-Chiavenna, del Trento-Ora, del Milano-Cortina, del Selva-Gardena, o alla fusione del Bolzano con gli Scoiattoli Bolzano prima e con l'SSV Bozen poi, ecc.).

### Giocatori stranieri
Anche il numero di giocatori stranieri (i cosiddetti transfer card) schierabili è in numero variabile di anno in anno: le società della Lega Hockey, soprattutto nell'ottica di sviluppare i vivai locali, prendono in tal senso accordi (gentlemen agreement) pluriannuali che tuttavia spesso vengono per l'appunto rettificati di anno in anno, in alcuni casi (emblematico l'episodio del Vipiteno nella stagione 1997-98) saltano totalmente.

### Serie minori
A livello nazionale, al di sotto della Serie B, sempre senza meccanismi di promozione e retrocessione, vi è la Serie C, già Serie C Under-26 (CU26), campionato dilettantistico ideato a suo tempo per dare spinta al movimento giovanile: non potevano infatti essere schierati giocatori che avevano più di 26 anni d'età. Dal 2008-09 la Serie C U-26 prevedeva due divisioni, ma il forte decremento di squadre iscritte a causa della crisi economica, riportò al girone unico già dalla stagione successiva.

I comitati regionali organizzano poi un torneo dilettantistico denominato Serie C Interregionale: suddiviso in C1 e C2 fino alla stagione 2006-07, diviso in gironi geografici (che sono variati in numero e suddivisione di anno in anno) da quella successiva, prevede poi la disputa di finali nazionali tra le vincitrici dei diversi gironi.
Infine la federazione riconosce anche alcune leghe amatoriali organizzate in provincia di Bolzano, laddove è maggiormente concentrato il movimento hockeystico nazionale.

### Copertura TV e radio
Una parziale copertura TV della Serie A è stata offerta sui canali Rai Sport, grazie all'accordo che prevedeva la trasmissione in diretta di una partita ogni giovedì della Serie A. In seguito, dopo la nascita della AHL, l'Asiago Hockey decise di trasmettere gratuitamente in streaming tutte le proprie partite nel primo anno, solamente le trasferte a partire dal secondo. Anche un team straniero (lo Jesenice) trasmise in rete le partite casalinghe disputate nel nuovo torneo sovranazionale. Successivamente il board della AHL chiese a tutte le società di organizzare riprese televisive.
La copertura radio fino al 2015 è stata garantita dalla trasmissione "Tutto l'hockey minuto per minuto", trasmessa da diverse emittenti regionali per molti anni.

### Struttura
Attualmente i campionati sono quindi organizzati nei seguenti livelli:
| Livello | Denominazione campionato                           | Partecipanti                                                   |
| ------- | -------------------------------------------------- | -------------------------------------------------------------- |
| 1º      | Italian Hockey League - Serie A Alps Hockey League | 7 15 (6 squadre italiane, 5 austriache, 2 slovene e 1 croata ) |
| 2º      | Italian Hockey League                              | 13                                                             |
| 3º      | Italian Hockey League - Division I                 | 8                                                              |

## Albo d'oro
Il massimo livello del campionato italiano è denominato Serie A (in passato anche Serie A1 e - solo nella stagione 2013-14 - Elite.A). Dalla stagione 2016/17, la Serie A, per le squadre italiane, coincide con il campionato di AHL.

### Scudetti per squadra
Vengono accorpati in questa tabella i titoli di alcune società milanesi che di fatto erano legate, per un cambio di denominazione o per legami societari, a club preesistenti.
| Titoli | Club                                        | Note |
| ------ | ------------------------------------------- | --- |
| 19     | Hockey Club Bolzano                         | Dalla stagione 2013-2014 non gioca più nel campionato italiano ma nel campionato austriaco                              |
| 18     | Sportivi Ghiaccio Cortina                   | 1 come HC Cortina |
| 15     | Hockey Club Milano                          | 1 come ADG Milano, 4 come HC Milano Inter, 3 scudetti assegnati in maniera retroattiva, 1 scudetto assegnato a tavolino |
| 8      | Asiago Hockey 1935                          | Dalla stagione 2022-2023 non gioca più nel campionato italiano ma nel campionato austriaco                              |
| 6      | Ritten Sport                                | |
| 5      | Hockey Club Junior Milano Vipers            | |
| 4      | Hockey Club Gardena                         | |
| 4      | Diavoli Rossoneri Milano                    | |
| 3      | Hockey Club Devils Milano                   | 1 come AS Milan Hockey                                                                                                  |
| 2      | Hockey Club Merano                          | |
| 2      | Associazione Milanese Disco Ghiaccio Milano | |
| 2      | Diavoli Hockey Club Milano                  | 1 come HC Milan Inter                                                                                                   |
| 2      | Associazione Sportiva Mastini Varese Hockey | |
| 1      | Hockey Club Milano Saima                    | |

### Scudetti per Regione e città
| Regione             | Titoli | Città                                            |
| ------------------- | ------ | ------------------------------------------------ |
| Lombardia           | 34     | Milano (32), Varese (2)                          |
| Trentino-Alto Adige | 30     | Bolzano (19), Renon (5), Ortisei (4), Merano (2) |
| Veneto              | 25     | Cortina d'Ampezzo (17), Asiago (8)               |

Sono 8 le città scudettate d'Italia, tutte con più di 1 titolo conquistato: Asiago, Bolzano, Cortina d'Ampezzo, Merano, Milano, Ortisei, Renon e Varese. Da notare come la città più titolata risulti essere Milano (32 scudetti), anche se con un gran numero di squadre differenti.

#### Vincitori Stagione Regolare
Vincitori della regular season dall'anno di introduzione dei play-off nel campionato italiano (non disputati nella stagione 1990-91, pertanto la squadra vincitrice della stagione regolare coincide con la squadra campione d'Italia). Nella stagione 2011-12 ai vincitori della regular season è stata assegnata la Coppa di Lega, successivamente abolita e poi reintrodotta due anni dopo, nella stagione 2013-14, quando però venne assegnata solo dopo uno spareggio fra le prime 4 classificate.

I dati sono aggiornati al campionato 2015-16 in quanto, a partire dalla stagione successiva, le squadre italiane si sono iscritte a un torneo internazionale comprendente anche team esteri.

## Piazzamenti delle squadre

### Podi
A partire dalla stagione 1983-84 la tabella tiene conto dei piazzamenti al termine dei play-off o della final four scudetto (non della regular season).

Dati aggiornati al termine della stagione di Serie A 2021-2022.
| Squadra                     | Posizione | Posizione | Posizione | Posizione |
| Squadra                     | Scudetti  | 2º posto  | 3º posto  | TOT       |
| --------------------------- | --------- | --------- | --------- | --------- |
| HC Bolzano                  | 19        | 15        | 12        | 46        |
| SG Cortina                  | 18        | 14        | 9         | 41        |
| HC Milano                   | 11        | 4         | 0         | 15        |
| Asiago Hockey               | 8         | 7         | 8         | 23        |
| Ritten Sport                | 5         | 9         | 3         | 17        |
| HCJ Milano Vipers           | 5         | 2         | 1         | 8         |
| HC Gardena/Gherdëina        | 4         | 7         | 6         | 17        |
| HC Diavoli RossoNeri Milano | 4         | 3         | 2         | 9         |
| HC Milano Inter             | 4         | 1         | 0         | 5         |
| HC Merano                   | 2         | 3         | 4         | 9         |
| HC Varese                   | 2         | 1         | 3         | 6         |
| HC Devils Milano            | 3         | 0         | 1         | 3         |
| AMDG Milano                 | 2         | 0         | 0         | 2         |
| Diavoli HC Milano           | 1         | 5         | 4         | 10        |
| HC Milano Saima             | 1         | 1         | 0         | 2         |
| HC Milan Inter              | 1         | 1         | 0         | 2         |
| AS Milan Hockey             | 1         | 0         | 0         | 1         |
| HC Bruneck/Pustertal        | 0         | 7         | 7         | 14        |
| Alleghe Hockey              | 0         | 2         | 9         | 11        |
| HC Milano 24                | 0         | 2         | 0         | 2         |
| AMDG Milano II              | 0         | 2         | 0         | 2         |
| HC Fassa                    | 0         | 1         | 4         | 5         |
| HC Auronzo                  | 0         | 1         | 3         | 4         |
| Amatori Milano              | 0         | 1         | 2         | 3         |
| WSV Sterzing Broncos        | 0         | 1         | 1         | 2         |
| HC Valpellice               | 0         | 1         | 0         | 1         |
| HC Milano II                | 0         | 0         | 4         | 4         |
| HC CourmAosta               | 0         | 0         | 2         | 2         |
| DG Juventus                 | 0         | 0         | 1         | 1         |
| CP Valentino Torino         | 0         | 0         | 1         | 1         |

### Squadre nei playoff (1984-2016 e 2020-oggi)
Massimi risultati raggiunti (numero di scudetti vinti, numero di finali e semifinali disputate) dalle squadre nei play-off dall'anno di introduzione degli stessi nel campionato di Serie A (stagione 1983-84). Per la stagione 1990-91, dato che i play-off non vennero disputati, non viene considerato alcun risultato. Non viene considerato alcun risultato nemmeno a partire dalla stagione 2016-17 e fino al campionato 2018-19 in quanto i play-off scudetto vennero sostituiti da una final four a seguito della fondazione della AHL e della disputa degli stessi in tale campionato (dopo le polemiche della stagione 2018-19 si è ritornati a disputare nel campionato italiano, sia per le semifinali che per la finale, una serie al meglio dei tre incontri). Anche per la stagione 2021-22 non si considera alcun risultato in quanto i playoff non vennero disputati per le problematiche Covid-19.
Dati aggiornati al termine della stagione di Serie A 2020-2021.
| Squadre nei playoff | Squadre nei playoff  | Squadre nei playoff | Squadre nei playoff | Squadre nei playoff |
| ------------------- | -------------------- | ------------------- | ------------------- | ------------------- |
| Pos.                | Squadra              | Scudetti            | Finali              | Semifinali          |
| 1.                  | HC Bolzano           | 12                  | 16                  | 24                  |
| 2.                  | Asiago Hockey        | 7                   | 12                  | 19                  |
| 3.                  | HCJ Milano Vipers    | 5                   | 7                   | 8                   |
| 4.                  | Ritten Sport         | 2                   | 7                   | 9                   |
| 5.                  | HC Merano            | 2                   | 4                   | 7                   |
| 6.                  | HC Varese            | 2                   | 3                   | 9                   |
| 7.                  | HC Devils Milano     | 2                   | 2                   | 2                   |
| 8.                  | SG Cortina           | 1                   | 2                   | 11                  |
| 9.                  | AS Milan Hockey      | 1                   | 1                   | 1                   |
| 10.                 | HC Bruneck/Pustertal | -                   | 5                   | 10                  |
| 11.                 | Alleghe Hockey       | -                   | 2                   | 11                  |
| 12.                 | HC Milano 24         | -                   | 2                   | 2                   |
| 13.                 | HC Fassa             | -                   | 1                   | 7                   |
| 14.                 | WSV Sterzing         | -                   | 1                   | 4                   |
| 14.                 | HC Milano Saima      | -                   | 1                   | 3                   |
| 16.                 | HC Valpellice        | -                   | 1                   | 2                   |
| 17.                 | HC Gardena/Gherdëina | -                   | -                   | 2                   |
| 17.                 | HC CourmAosta        | -                   | -                   | 2                   |
| 19.                 | Milano Rossoblu      | -                   | -                   | 1                   |

### Presenze in Serie A
Sono 57 le squadre (considerando anche le seconde e terze squadre di alcune società) ad aver preso parte agli 89 campionati di Serie A (a volte denominata Serie A1 o Elite.A) che sono stati disputati a partire dal 1925 fino alla stagione attuale (2022-2023).
In grassetto le squadre militanti nella massima serie (attualmente iscritte anche in AHL) nell'ultima stagione.
Bolzano, Val Pusteria ed Asiago hanno abbandonato il campionato italiano per disputare il più competitivo campionato austriaco. 
- 74 volte: Cortina[17][21][22]
- 65 volte: Bolzano[14][23][24][25]
- 58 volte: Asiago Hockey 1935[26]
- 56 volte: Gardena/Gherdëina[20][27]
- 53 volte: Alleghe
- 47 volte: SG Brunico / HC Val Pusteria[28]
- 38 volte: Fassa Falcons
- 33 volte: Ritten Sport
- 27 volte: Merano
- 20 volte: Auronzo
- 19 volte: Varese[29]
- 18 volte: Diavoli Milano[30]
- 17 volte: SSI Vipiteno
- 15 volte: HC Milano, Valpellice[31]
- 13 volte: Diavoli RossoNeri Milano
- 8 volte: HCJ Milano Vipers
- 7 volte: Devils Milano, Fiemme, Pontebba, HC Milano II
- 6 volte: HC Milano Saima, HC Torino[32]
- 5 volte: HC CourmAosta, HC Milano Inter
- 4 volte: CP Valentino Torino, Amatori Milano, HC Egna, HC Milano Rossoblu
- 3 volte: Excelsior Milano, Como, Laces-Val Venosta, SSV Bozen[33], USG Zoldo, Appiano
- 2 volte: SP Varese, Cortina II, Diavoli RossoNeri Milano II, A.M.D.G., A.M.D.G. II, Misurina, HC Milan Inter, Feltreghiaccio, Latemar Bolzano[34], HC Milano 24, SV Caldaro
- 1 volta: Ambrosiano Milano, Bardonecchia, G.U.F. Torino, HC Milano III, Diavoli RossoNeri Milano III, A.M.D.G. III, DG Juventus, Tofana[35], Scoiattoli Bolzano[36], HC Merano[37], Hockey Unterland Cavaliers

Per il campionato 1937-38 vengono considerate iscritte alla serie A solo le due squadre che si sfidarono per la finale, definita appunto serie A, le altre squadre, tra cui la vincitrice del terzo posto, vengono considerate iscritte alla serie B.
Per il campionato 1996-97, dato che anche le squadre iscritte alla serie A2 concorsero per la griglia playoff, e che una delle due squadre iscritte alla serie A giocò la prima fase del torneo di A2, per tali motivi vengono considerate partecipanti alla serie A tutte le squadre iscritte anche al campionato di serie A2.

## Trofei nazionali
Numero di trofei nazionali vinti (scudetti, coppe Italia, supercoppe italiane e coppe di Lega) dalle varie squadre. È da ricordare che la coppa Italia (e la supercoppa) vengono disputate con una certa regolarità solo dal nuovo millennio, mentre la coppa di Lega è un trofeo che è stato assegnato solo due volte. Inoltre, dalla stagione 2016/17 la coppa Italia viene assegnata tra le partecipanti alla Serie B.
Dati aggiornati dopo la supercoppa 2022.
| Squadra                     | Scudetti | Coppe Italia | Supercoppe | Coppe di Lega | TOT |
| --------------------------- | -------- | ------------ | ---------- | ------------- | --- |
| HC Bolzano                  | 19       | 3            | 4          | 0             | 26  |
| SG Cortina                  | 17       | 3            | 0          | 0             | 20  |
| Asiago Hockey               | 8        | 3            | 6          | 0             | 17  |
| Ritten Sport                | 5        | 3            | 5          | 0             | 13  |
| HC Milano                   | 11       | 0            | 0          | 0             | 11  |
| HCJ Milano Vipers           | 5        | 3            | 3          | 0             | 11  |
| HC Bruneck/Pustertal        | 0        | 1            | 3          | 2             | 6   |
| HC Gardena/Gherdëina        | 4        | 0            | 0          | 0             | 4   |
| HC Diavoli RossoNeri Milano | 4        | 0            | 0          | 0             | 4   |
| HC Milano Inter             | 4        | 0            | 0          | 0             | 4   |
| HC Merano                   | 2        | 1            | 0          | 0             | 3   |
| HC Varese                   | 2        | 1            | 0          | 0             | 3   |
| HC Devils Milano            | 2        | 0            | 0          | 0             | 2   |
| AMDG Milano                 | 2        | 0            | 0          | 0             | 2   |
| HC Valpellice               | 0        | 2            | 0          | 0             | 2   |
| Milano Rossoblu             | 0        | 2            | 0          | 0             | 2   |
| Diavoli HC Milano           | 1        | 0            | 0          | 0             | 1   |
| HC Milano Saima             | 1        | 0            | 0          | 0             | 1   |
| HC Milan Inter              | 1        | 0            | 0          | 0             | 1   |
| AS Milan Hockey             | 1        | 0            | 0          | 0             | 1   |
| HC CourmAosta               | 0        | 1            | 0          | 0             | 1   |
| SG Pontebba                 | 0        | 1            | 0          | 0             | 1   |
| SV Caldaro                  | 0        | 1            | 0          | 0             | 1   |
| Unterland Cavaliers         | 0        | 1            | 0          | 0             | 1   |

## Albo d'oro Italian Hockey League (ex Serie B, Serie A2)
Denominazioni:
- Dal 1948-1949 al 1964-1965 – Campionato Italiano di Promozione
- Dal 1965-1966 al 1986-1987 e in alcuni altri campionati successivi e dal 2014-2015 al 2016-2017 – Campionato Italiano Serie B
- Dal 1987-1988 al 1995-1996 – Campionato Italiano Serie B1 e Serie B2 (nel 1993-94 Serie B1 e Serie B2 unificate in una Serie B unica)
- Nel 1996-1997, 1998-1999, 2002-2003 e dal 2004-2005 al 2012-2013 – Campionato Italiano Serie A2
- Nel 2013-2014 - Campionato Italiano di Seconda Divisione
- Dal 2017-2018 - Italian Hockey League

### Cronistoria
N.B.: Mancano i dati di alcuni dei primi campionati di serie B (torneo nato nella stagione 1935).
Per alcuni campionati viene inserito anche il vincitore della terza serie nazionale di quella stagione (Serie B2 e Serie B), in quanto considerata quasi di pari livello della serie cadetta.

## Albo d'oro Italian Hockey League - Division I (ex Serie C, serie CU26)
Per alcuni campionati viene inserito anche il vincitore della serie C Interregionale (quando giocata) oltre che della Serie C Under-26 (CU26). Dal campionato 2011-12 la Serie C Interregionale divenne Serie D mentre dal 2014-15 si giocò solamente l'Interregionale portando di fatto alla scomparsa della Serie D.
Nel passato il campionato è stato denominato anche Torneo di Promozione (stesso nome con cui a volte è stata chiamata anche la Serie B). Nella stagione 2013-14 la denominazione del terzo livello del campionato fu invece Serie B. Nel successivo torneo (stagione 2014-15), a seguito dell'approdo delle squadre prima militanti in serie C nella serie B, il campionato di serie C venne disputato solo a livello interregionale (Regioni Lombardia, Piemonte e Valle d'Aosta).

### Cronistoria
N.B.: Mancano i dati di alcuni campionati.

## Albo d'oro Serie D
Dal campionato 2011/12 la serie C Interregionale divenne serie D, mentre dal campionato 2013/14 è tornata a chiamarsi Serie C Interregionale (il cui vincitore viene tuttavia inserito ora in questa tabella e non più nella tabella del campionato di serie C).
Le compagini altoatesine non prendono parte a tale campionato, disputando invece la CCM-Cup.

### Cronistoria
N.B.: Mancano i dati di quasi tutti i campionati.